# Megerősítési torzítás
A megerősítési torzítás az embereknek azon hajlandósága, hogy azokat az információkat részesítsék előnyben, amelyek igazolják saját prekoncepciójukat (előfeltételezéseiket) vagy hipotézisüket, tekintet nélkül az információ igaz vagy nem igaz voltára. Ennek eredményeképpen, az emberek szelektíven gyűjtenek bizonyítékokat és hívják elő emlékeiket a memóriából, valamint torzított módon interpretálják az információkat. A torzítások különösen az érzelmileg jelentős kérdéseknél, valamint a már megerősödött, igaznak tartott kognitív tartalmak esetén jelennek meg. Például a fegyverkontrollról való olvasás közben az emberek olyan forrásokat preferálnak, amelyek megerősítik a már létező attitűdjeiket. Arra is hajlamosak, hogy a kétértelmű bizonyítékokat oly módon interpretálják, hogy azok a saját véleményüket támasszák alá. A torzított keresés, interpretáció és/vagy emlékezés magyarázza az attitűdpolarizációt (amikor egy nézetkülönbség annak ellenére sokkal extrémebbé válik, hogy a résztvevők ugyanazon tényeknek vannak tudatában), a valamely vélekedés melletti kitartást (amikor akkor is ragaszkodunk ahhoz a gondolathoz amiben hittünk, amikor már bebizonyosodott hogy az nem igaz), az irracionális elsőbbségi hatást (azon adatok fontosabbnak ítélését, amelyek egy önkényesen felállított sorban előrébb helyezkednek el), valamint az illuzórikus korrelációt (amikor hibásan feltételezünk valamiféle kapcsolatot két esemény vagy szituáció között). 
Egy a 60-as években végzett kísérletsorozat eredményei arra utaltak, hogy az emberek torzítanak a már meglévő képzeteik megerősítése érdekében. Későbbi munkák magyarázták ezeket az eredményeket azzal, hogy elképzeléseinket hajlamosak vagyunk egyoldalúan tesztelni, valamint azzal, hogy egy lehetőségre összpontosítunk, miközben a többit figyelmen kívül hagyjuk. Más hatások kombinációjának együttes hatásával ez a stratégia az elért konklúziók torzításához vezethet. A megfigyelt torzítások magyarázata között találjuk a vágyvezérelt gondolkodást (azt az illúziót, hogy ha kívánunk valamit, az valósággá válik) és az információ-feldolgozás korlátozott voltát. Egy másik lehetőség, hogy azért jellemez bennünket a megerősítési torzítás, mert pragmatikusan becsüljük fel, hogy milyen árat kell fizetnünk, ha tévedünk. A megerősítési torzítások felelősek érte, hogy személyes vélekedéseinkben túlzottan biztosak vagyunk, s a megerősítési torzítások hatására megmaradnak vagy fel is erősödnek ezek a vélekedések, ellentmondó információk megléte esetén is.
A megerősítési torzítás gyakori az áltudományok hívei körében.

## Típusok
A megerősítési torzítások az információfeldolgozást érintő hatások, és különböznek a viselkedéses megerősítési torzítás hatástól (más néven az önbeteljesítő jóslattól), amely esetén úgy cselekszünk, hogy a várt események valóra váljanak. Némely pszichológus a megerősítési torzítás kifejezést bármely olyan viselkedésmódra használja, amelyben egy bizonyos gondolat, vélekedés elvetését kerüljük, legyen szó információkeresésről, interpretációról vagy a memóriából való előhívásról. Mások csupán az információ szelektív gyűjtéséhez kapcsolják a kifejezést.

### Torzított információkeresés
A kísérletek több alkalommal is azt mutatták, hogy hajlamosabbak vagyunk az egyoldalú hipotézistesztelésre, azáltal, hogy egy bizonyos hipotézisnek megfelelően keresünk bizonyítékokat. Ahelyett, hogy megvizsgálnánk az összes releváns információt, olyan kérdéseket teszünk fel, amik úgy vannak megfogalmazva, hogy az igenlő válasz alátámaszthassa hipotézisünket. Olyan következmények után kutatunk, amelyeket elvárnánk annak érdekében, hogy hipotézisünk igaz lehessen, nem pedig olyanok után, amik akkor következnének be, ha kiderülne, hogy a hipotézis egyáltalán nem igaz. Például ha valaki igen/nem kérdésekkel próbál kitalálni egy számot, és gyanítja, hogy az a hármas, azt kérdezi: „Páratlan?”. Az ember ezt a fajta ún. pozitív tesztnek nevezett kérdést használja még akkor is, ha a negatív teszt, mint a „Páros?”, pontosan ugyanahhoz az információhoz juttatja. Ez azonban nem azt jelenti, hogy olyan tesztek után kutatunk, amelyek garantáltan pozitív eredményre vezetnek. Azokban a tanulmányokban, amelyekben az alanyok egy egyfajta ál-teszt és egy igazságnak, realitásnak megfelelő diagnosztikus teszt közül választhattak, az utóbbit választották.
A pozitív teszt preferenciája önmagában nem torzítás, mivel a pozitív tesztek nagyon informatívak tudnak lenni. Ugyanakkor más hatásokkal együtt, ez a stratégia megerősítheti a meglévő vélekedéseket, sejtéseket, függetlenül attól, hogy igazak vagy sem. A valós élethelyzetekben az információk gyakran komplexek, sokfélék. Például az egy adott emberről alkotott egymásnak ellentmondó képzeteink mindegyike külön-külön alátámasztható, ha az illető viselkedésének egy adott aspektusára koncentrálunk. Ily módon ha hajlunk egy adott hipotézisre, bármely információt nagy valószínűséggel sikerül találnunk. Ezt illusztrálja, hogy a kérdés megfogalmazási módja jelentősen megváltoztathatja a választ. Ha például azt kérdezzük az emberektől: „Boldog a társasági életed?”, akkor sokkal nagyobb elégedettségről számolnak be, mint ha azt kérdezzük: „Boldogtalan a társasági életed?”. A kérdés megfogalmazásában egy kis változtatás is képes befolyásolni, ahogyan az emberek a rendelkezésükre álló információban kutatnak, s ennél fogva a konklúziót is, amire végül jutnak. Ezt egy fiktív gyámügyi eseten be is mutatták. A kísérleti alanyok azt olvasták, hogy az „A” szülő mérsékelten alkalmas, hogy gyám legyen, több különféle szempontból. A másik, „B” szülő pozitív és negatív tulajdonságokkal és képességekkel rendelkezett: közeli kapcsolata volt például a gyermekkel; egyúttal azonban olyan volt a munkája, hogy hosszabb időszakokra el kellett utaznia. Mikor megkérdezték, hogy melyik szülőnek kellene adni a gyámság jogát, az alanyok a pozitív attribútumokat keresték, és a többség a „B” szülőt választotta. Amikor a kérdés az volt, hogy melyik szülőtől kellene megtagadni a gyámság jogát, akkor ugyan a negatív attribútumokat keresték, de ismét a „B” szülőt választották, azt sugallva, hogy az „A” szülőnek kellene megkapni a gyámságot.
Hasonló tanulmányok is demonstrálták, ahogy az embereket leköti a torzított információkeresés, de azt is, hogy ezt a jelenséget korlátozhatja, ha elérhető egy reális diagnosztikus teszt. Egy kezdő kísérletben az alanyoknak egy interjú alapján meg kellett becsülniük, hogy egy másik személy hova helyezhető az introvertált-extrovertált személyiség dimenzióban. Az interjú kérdéseit egy adott lista alapján választották meg. Mikor azt a személyt, akivel készült az interjú, introvertáltként mutatták be, az alanyok olyan kérdéseket választottak, amik introvertáltságot feltételeznek, mint például „ Mit talál kellemetlennek a zajos partikban?”. Mikor az interjúalanyokat extrovertáltként mutatták be, szinte az összes kérdés extrovertáltságot feltételezett, mint például „Mit tenne, hogy feldobjon egy lapos partit?”. Az ilyenfajta kérdések nagyon kicsi vagy semmilyen esélyt nem hagytak az interjúalanyoknak, hogy bizonyíthassák a róluk kialakult hipotézis esetleges nem igaz voltát. Ennek a kísérletnek egy későbbi verziója sokkal kevesebb olyan kérdést adott az alanyoknak, amire jellemző az extrovertáltság vagy introvertáltság előfeltételezése, mint például a „Kerülöd a szociális interakciókat?” kérdés. Az alanyok ekkor a sokkal diagnosztikusabb kérdéseket részesítették előnyben, miközben a pozitív tesztek felé gyengébb torzítást mutattak. Ezt a fajta mintázatot - diagnosztikus teszt fő preferenciája és a gyengébb preferencia a pozitív teszt irányába – más tanulmányokban is megfigyelték.
Egy másik kísérlet egy szabály-felfedező feladatot tárt az alanyok elé, ami számítógéppel szimulált, mozgó objektumokat tartalmazott. A képernyőn mozgó objektumok specifikus szabályokat követtek, amiket az alanyoknak ki kellett találniuk. Egy adott objektumot meg is jelölhettek a képernyőn, hogy tesztelhessék hipotézisüket. Annak ellenére, hogy több kísérletet is tettek rá a 10 órás program alatt, egyik alany sem volt képes rájönni a rendszer szabályaira. Tipikusan arra törekedtek, hogy igazolják saját hipotézisüket, semmint hogy elvessék annak igaz voltát, és vonakodtak alternatívákat fontolóra venni. Még akkor is, amikor látták a saját hipotézisüknek objektíven ellentmondó bizonyítékot, gyakran folytatták ugyanannak a tesztnek a használatát. Néhány alany a megfelelő hipotézistesztelésre vonatkozó instrukciókat kapott, de ezeknek majdnem semmilyen hatása nem volt.

### Torzított interpretáció
A megerősítési torzítások nem merülnek ki a szelektív bizonyítékgyűjtésben. Még akkor is, ha két egyén ugyanannak az információnak a birtokában van, az, ahogyan ezt interpretálják (értelmezik) torzított lehet.
A Stanford Egyetem egy csapata egy olyan kísérletet végzett, amelyben az alanyok egyik fele szilárd véleménnyel rendelkezett a halálbüntetés mellett, a másik fele pedig ellene. Az alanyok mindegyike két tanulmány leírását olvasta el: az USA államainak összehasonlítását a halálbüntetésekkel és azok nélkül, és annak összehasonlítását egy államban, hogy mekkora volt a gyilkossági ráta a halálbüntetés bevezetése előtt illetve után. Miután mindegyik tanulmány rövid leírását elolvasták, megkérdezték őket, hogy változott-e a véleményük. Ezután mindegyik tanulmány módszerének, eljárásnak egy sokkal részletesebb leírását olvasták el, és meg kellett becsülniük, mennyire volt jól kivitelezett és meggyőző az adott tanulmány. Valójában a tanulmányok kitalációk voltak. Az alanyok felének azt mondták, hogy az egyik fajta alátámasztotta az elrettentő hatást, a másik pedig nem. Más alanyoknál a konklúziókat felcserélték.
Az alanyok, akár támogatták vagy ellenezték a dolgot, arról számoltak be, hogy kis mértékben megváltozott az attitűdjük az általuk először olvasott tanulmány irányába. Ha már egyszer elolvasták a részletesebb leírását a tanulmányoknak, majdnem mindegyikük visszatért az eredeti véleményükhöz, tekintet nélkül a szolgáltatott bizonyítékokra, olyan részletekre mutatva, amelyek a saját nézőpontjukat támasztották alá, és figyelmen kívül hagyva bármit, ami annak ellentmond. Az alanyok azokat a tanulmányokat, amik a saját előzetesen létező nézőpontjukat támasztották alá, elsőrendűbbként írták le, részletes és jól meghatározott módon, mint azokat, amik ellentmondtak annak. Arról a tanulmányról, amelyben az elrettentés hatása elenyészőnek tűnt, egy halálbüntetést támogató azt írta, hogy „a kutatás nem tartott elég hosszú ideig”, míg egy halálbüntetést ellenző ugyanarról a tanulmányról azt írta, „ Nem került bemutatásra olyan szilárd bizonyíték, ami a kutatók igazát tagadja”. Az eredmények jól illusztrálják, hogy az emberek magasabbra teszik a mércét annál a bizonyítéknál, amely a jelen elvárásaiknak ellentmond. Ezt a hatást, ami diszkonfirmációs torzításként ismert, több más kísérlet is igazolta. 
Egy a torzított interpretációt vizsgáló tanulmány éppen a 2004-es USA elnökválasztás alatt zajlott, és olyan alanyok vettek részt benne, akik magukat úgy jellemezték, hogy erős, határozott véleményük van a jelöltekről. Látszólag egymásnak ellentmondó állítmány párokat mutattak nekik, amelyek  vagy a republikánus George W. Bush-tól, vagy a demokrata jelölttől, John Kerry-től, vagy esetleg egy politikailag semleges közéleti figurától származtak. Olyan további állításokat is kaptak, amelyek fényében a látszólagos ellentétek teljesen észszerűnek mutatkoztak. Az információ eme három darabkájából el kellett dönteniük, hogy az egyes jelöltek állításai következetlenek-e vagy sem. Jelentős különbségek mutatkoztak ezekben az értékelésekben, mivel az alanyok sokkal nagyobb valószínűséggel interpretálták ellentmondónak annak a jelöltnek az állításait, akit elleneztek.
Ebben a kísérletben az alanyok úgy hozták meg döntéseiket, hogy közben MRI szkenner alatt feküdtek, ami regisztrálta az agyi aktivitásukat. Amint az alanyok az általuk kedvelt jelölt ellentmondó állításait értékelték, az agyuk érzelmi központjai izgalmi állapotba jött. Ez nem történt meg a többi figura állításainál. A kísérletvezetők arra a dedukciós következtetésre jutottak, hogy az állításokra adott különböző válaszok okai nem passzív érvelési hibák. Ehelyett az alanyok aktívan csökkentették a kognitív disszonanciát, amelyet a kedvelt jelöltjük irracionális és képmutató viselkedéséről való olvasás hozott létre.
A torzított interpretáció nem korlátozódik az emocionálisan jelentős témákra. Egy másik kísérletben az alanyoknak egy tolvajról szóló történetet mondtak el. Értékelniük kellett olyan állítások bizonyítékon alapuló fontosságát, amelyek az egyik bizonyos karakter felelőssége mellett vagy épp ellen szóltak. Mikor már kialakítottak egy feltételezést az adott karakter bűnéről, az azt alátámasztó állításokat sokkal fontosabbnak értékelték, mint azokat, amik ellentmondtak annak.

### Torzított memória
Még akkor is, ha valaki egy semleges ügyben kutatott és interpretálta a bizonyítékokat, előfordulhat, hogy mégis szelektíven emlékszik vissza rá, annak megfelelően, hogy saját elvárásai megerősítést nyerjenek. Ezt a hatást szelektív emlékezésnek, megerősítési memóriának vagy torzított-hozzáférésű memóriának hívják. A pszichológiai teóriák különböznek a szelektív emlékezés prognózisát illetően.
A séma teória szerint az az információ, ami összepárosítható a korábbi elvárásokkal, sokkal könnyebben tárolódik és előhívható. Néhány alternatív megközelítés azt mondja, hogy a meglepő információ sokkal jobban kiemelkedik, így könnyebben megjegyezhető. Eme két teória feltételezései bebizonyosodtak különböző kísérleti körülmények között, de egyik sem nyert egyértelműen. 
Egy tanulmányban az alanyok egy olyan nő profilját olvasták, amely mind extrovertált, mind introvertált viselkedési jegyekkel ruházta fel. Később vissza kellett emlékezniük a nő introvertált és extrovertált viselkedésére. Az egyik csoportnak azt mondták, hogy mindez arra irányul, hogy a nő képességeit felbecsüljék, mint könyvtáros illetve a másik csoport esetében, mint ingatlan közvetítő. 
Szignifikáns különbség volt a két csoport között a tekintetben, hogy milyen emlékeket hívtak elő. A könyvtáros csoport sokkal több introvertált viselkedésre, az ingatlanos csoport sokkal több extrovertált viselkedésre emlékezett.
A szelektív memóriahatás olyan kísérletekben is kimutatták, amelyek a személyiségtípusok kívánatosságát manipulálják. Az egyik ilyenben az alanyok egy csoportjának arra vonatkozó bizonyítékokat mutattak, hogy az extrovertált emberek sokkal sikeresebbek, mint az introvertáltak. A másik csoportnak ennek ellenkezőjét mondták. Egy rákövetkező, látszólag az előbbivel kapcsolatban nem álló tanulmányban arra kérték őket, hogy mondjanak olyan eseményeket az életükből, amikor extrovertáltak vagy introvertáltak voltak. Az alanyok mindegyik csoportban több olyan emlékkel szolgáltak, amely összekapcsolta őket a kívánatosabb személyiségtípussal, és azokat az emlékeket sokkal gyorsabban elő is tudták hívni.
Egy másik tanulmány jól példázza, hogyan tudja a szelektív memória fenntartani a hitet valamely extraszenzoros percepcióban (ESP). Hívők és nem hívők mindegyikének ESP kísérletek leírását mutatták be. A csoport felének azt mondták, hogy a kísérleti eredmények alátámasztották az ESP-k létezését, míg a másik csoportnak azt, hogy nem. Egy ezt követő tesztben az alanyok kevés hibával vagy tökéletesen emlékeztek az anyagra, kivéve azokat a hívőket, akik az ESP-t nem alátámasztó bizonyítékot olvasták. Ez a csoport szignifikánsan kevesebb információra emlékezett, és néhányuk hibásan úgy emlékezett az eredményekre, hogy azok az ESP-t alátámasztották.

## Fordítás
Ez a szócikk részben vagy egészben  a   Confirmation bias című angol Wikipédia-szócikk ezen változatának fordításán alapul.  Az eredeti cikk szerkesztőit annak laptörténete sorolja fel. Ez a jelzés csupán a megfogalmazás eredetét és a szerzői jogokat jelzi, nem szolgál a cikkben szereplő információk forrásmegjelöléseként.